# 芦ノ湖

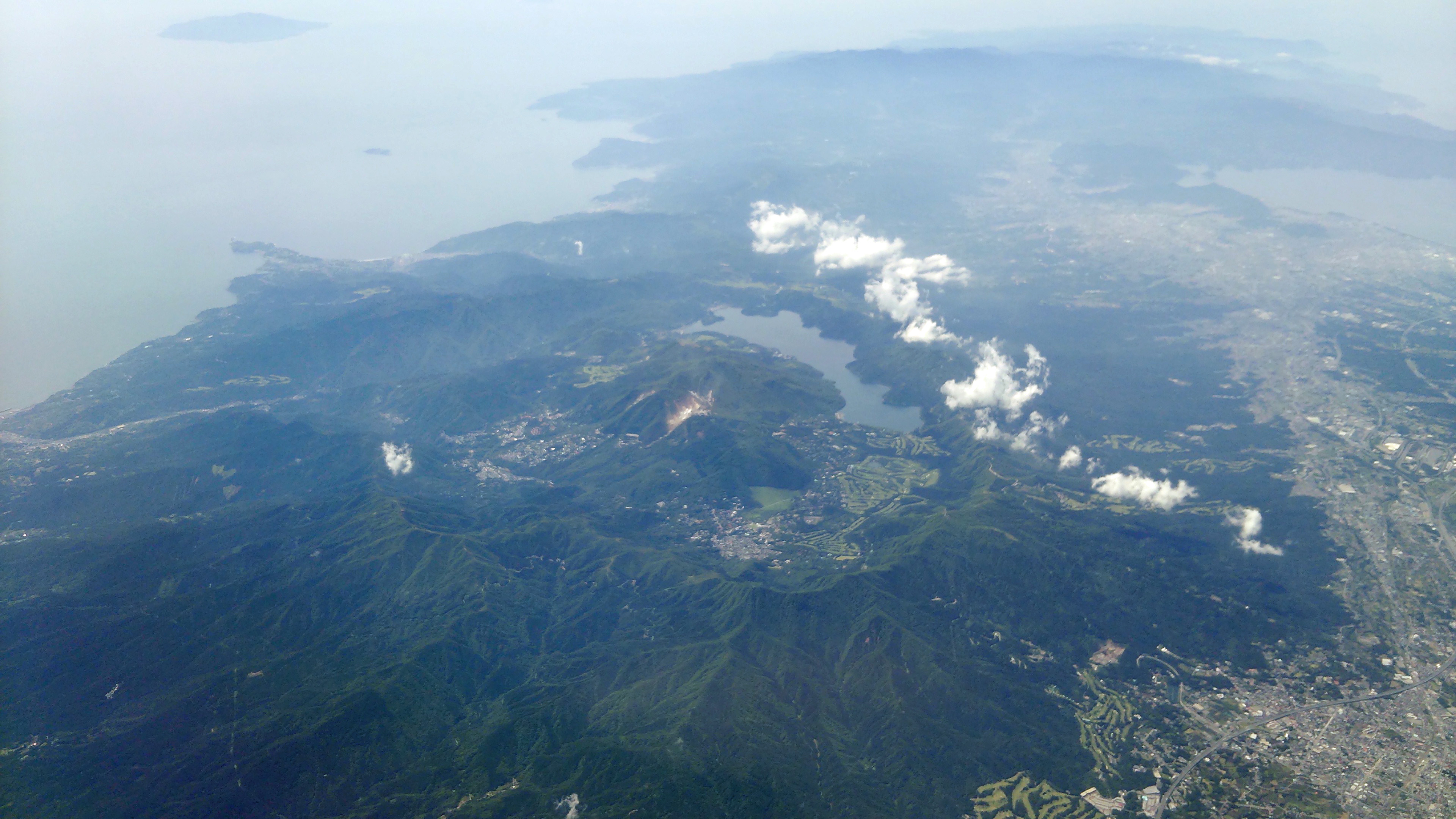
箱根カルデラと芦ノ湖。左上は相模湾

芦ノ湖（あしのこ）は、神奈川県足柄下郡箱根町にある、箱根山のカルデラ湖である。

## 概要
神奈川県南西部にある県内最大の湖で、早川水系に属する二級河川でもある。
水源の大部分が湖底からの湧き水である。本来は北部（箱根町仙石原）から流れ出る早川の水源であるが、水利権が神奈川県側に無い為に、非常時（近年は主に増水）を除いて芦ノ湖から早川への放水は行われていない（湖尻水門には常時放水路も設備されていない）。
湖畔を中心に観光名所やリゾート施設が数多く点在する観光地で、富士山も望める景勝地としても知られている。近年では毎年正月に開催される東京箱根間往復大学駅伝競走の往路ゴール、復路スタート地点としても知られ、多くの観光客を集める。
湖上には遊覧船として、箱根海賊船（小田急箱根、小田急電鉄系列）と芦ノ湖遊覧船（箱根遊船、富士急行系列）が運航されている。発着する船着き場が異なり、適用される割引券やフリーパスもそれぞれ異なる。箱根海賊船の停泊港は、桃源台港・箱根町港・元箱根港。芦ノ湖遊覧船の停泊港は、湖尻港・箱根園港・箱根関所跡港・元箱根港と、特定日のみ発着する神山桟橋がある。
釣り場としても芦ノ湖は有名であり、ニジマスなどのマス類やブラックバスなど、古くから外国産の魚類が放流されてきた歴史がある。なおブラックバスは赤星鉄馬によって1925年に日本で初めて放流されたことで知られ、バスフィッシングのメッカにも挙げられる。
歴史的経緯から、芦ノ湖の水利権は裾野市・長泉町・清水町・御殿場市で構成される静岡県芦湖水利組合にある（深良用水も参照）。このため神奈川県側では基本的に湖水利用ができないが、渇水や増水などの非常時は芦ノ湖の水を緊急放水できる。土木工事許認可権については神奈川県にあるため、水門・水道管施設の維持管理は神奈川県が担っている。また、湖岸の集落である箱根、元箱根、湖尻（および仙石原）の下水は、全て仙石原浄水センターに集めて浄化した後に早川に放流しており、水質の汚濁防止策も神奈川県側が担っている。
西岸には遊歩道がある。途中、ベンチなどが置かれた場所は少ないが、芦ノ湖の岸辺に降りることができる場所が数箇所あり、休憩、ビューポイントとなる。とくに真田浜の砂浜は広く、最高のランチポイント。正面に広がる駒ヶ岳の展望は格別とされる。

## 歴史
箱根火山のカルデラ内にある中央火口丘の一つで、成層火山である神山が、約3000年前に水蒸気爆発と火砕流を起こした際、山の一部が大崩壊を起こす山体崩壊が発生。カルデラ内にあった早川を堰き止めて芦ノ湖が生まれた。
天平宝字元年（757年）、万巻は箱根神社を建立した後、伝承によると、人々を苦しめていた芦ノ湖の九頭龍を調伏し、現在の九頭龍神社本宮の場所に社を建てて、九頭龍を守護神として祀ったとされる。
江戸時代、駿河国駿東郡深良村（現・裾野市）の名主・大庭源之丞は灌漑用に芦ノ湖から箱根山の外輪山（湖尻峠下）を貫通するトンネルを掘ることを考えた。芦ノ湖の水利権を持つ箱根権現社の許可を得て、江戸商人・友野与右衛門の資金協力を受けて、1670年（寛文10年）に用水路を完成させた。この用水は「深良用水」と呼ばれ、現在は狩野川水系黄瀬川支流の深良川となっている。また、日本を代表する用水のひとつとして、農林水産省の疏水百選に選定されている。
江戸時代は箱根も深良も小田原藩の領地であったので問題はなかったが、両地は廃藩置県後の整理統合を経て神奈川県（足柄県）と静岡県に分割され、湖尻峠が県境となった。そのため両県で水利権をめぐる争いが起きたが、近くは大正時代に裁判により静岡県に水利権があるとされた。
1911年、後に西武傘下になる芦ノ湖遊覧船の運航が始まった。
1925年、赤星鉄馬によってブラックバスが日本で初めて放流された。
1950年、箱根観光船（現：箱根海賊船）の運航が始まった。
2019年10月、令和元年東日本台風（台風19号）により芦ノ湖が氾濫し、港や観光施設が浸水被害を受けた。

## 生物相

### 魚貝類
ニジマス、ブラウントラウト、ヒメマス、オオクチバス、コイ、フナ、ウグイ、オイカワ、ワカサギ、ヤマメ、イワナ、ヌマチチブ、サワガニ、カワニナ類

## 郷土料理
ワカサギ、ニジマスの天ぷらが特産品郷土料理として知られている。オオクチバス(通称：ブラックバス）の天丼も提供されている。

## ギャラリー

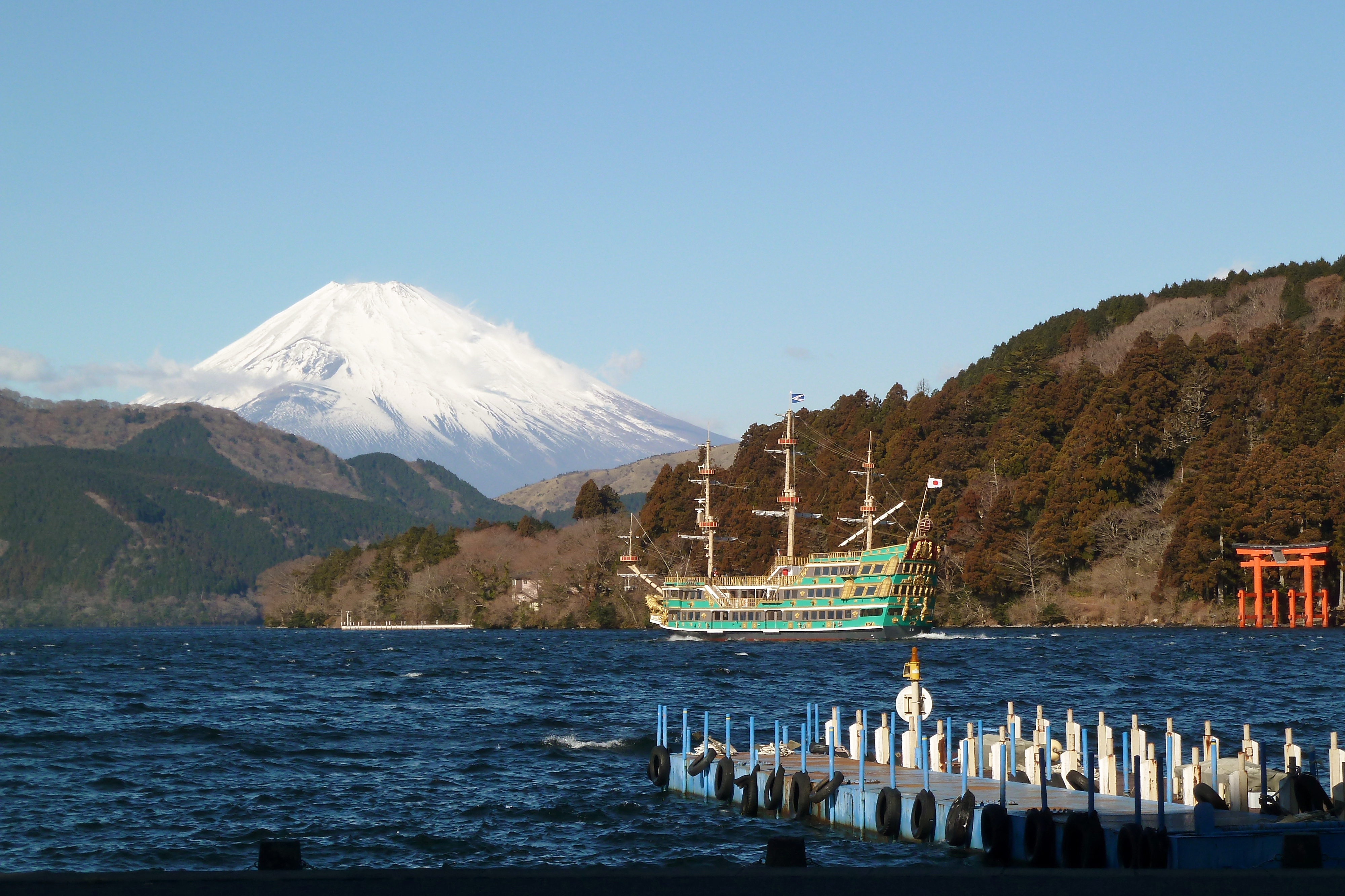
元箱根港付近湖畔路から
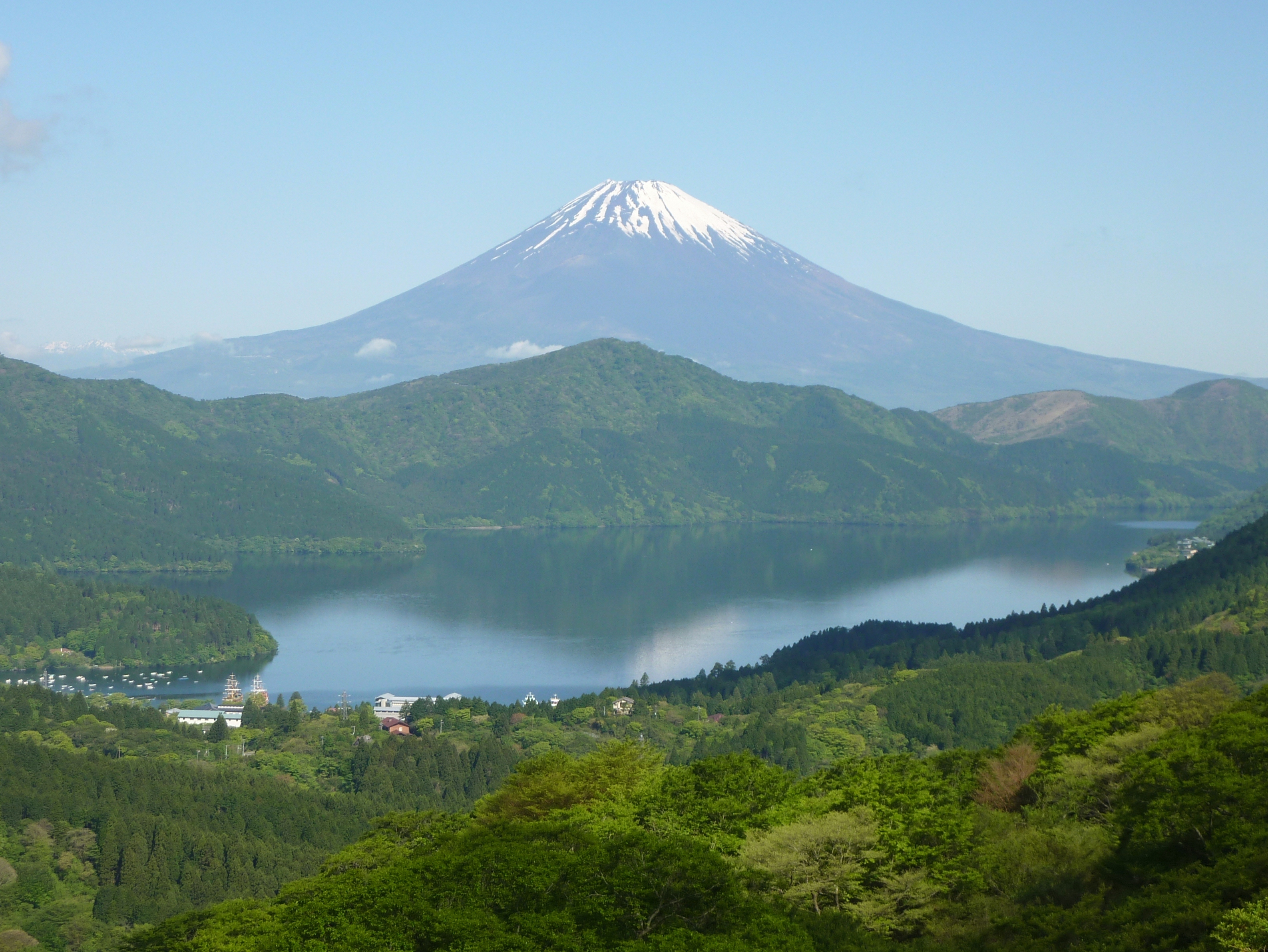
大観山から富士山と芦ノ湖
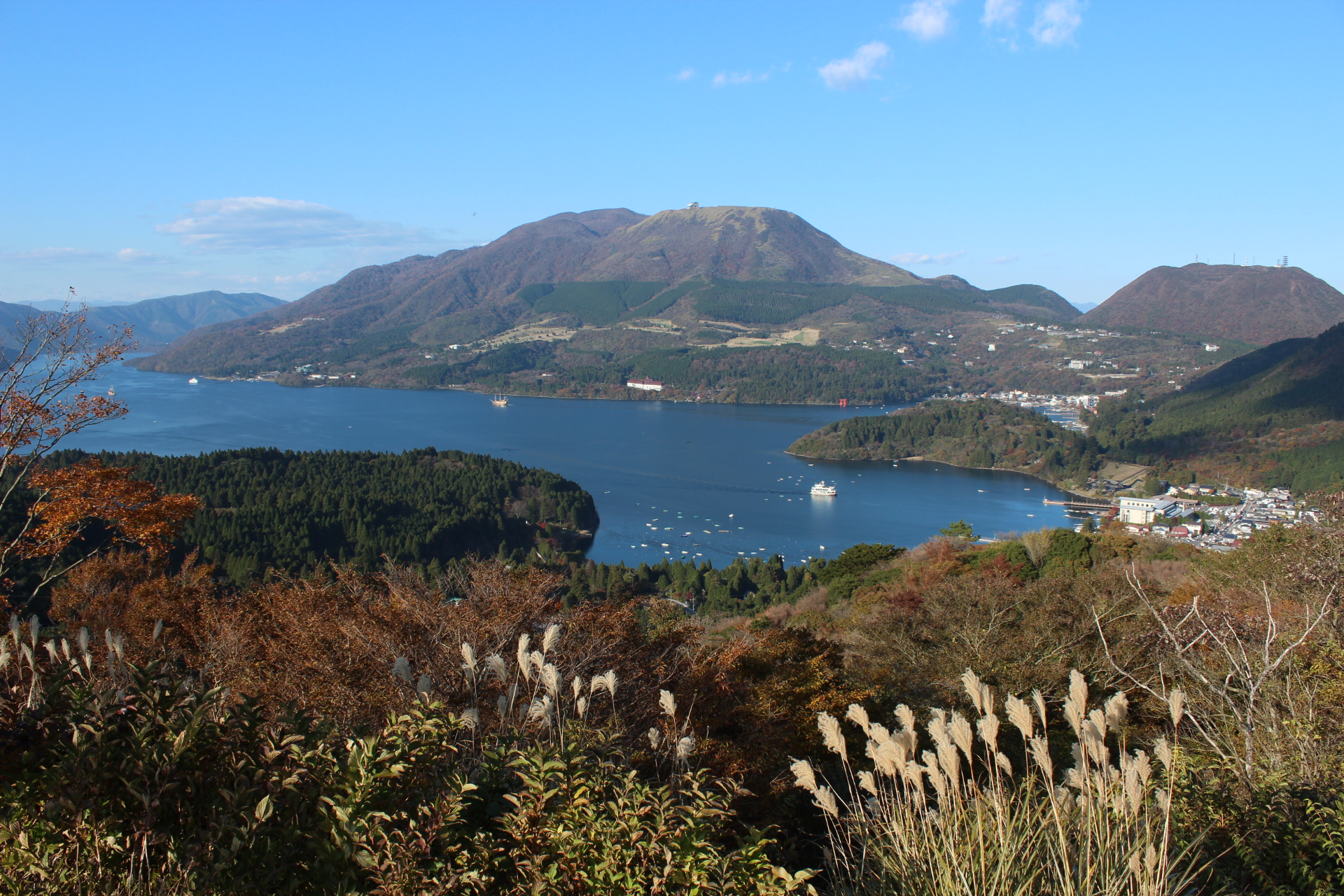
南部から
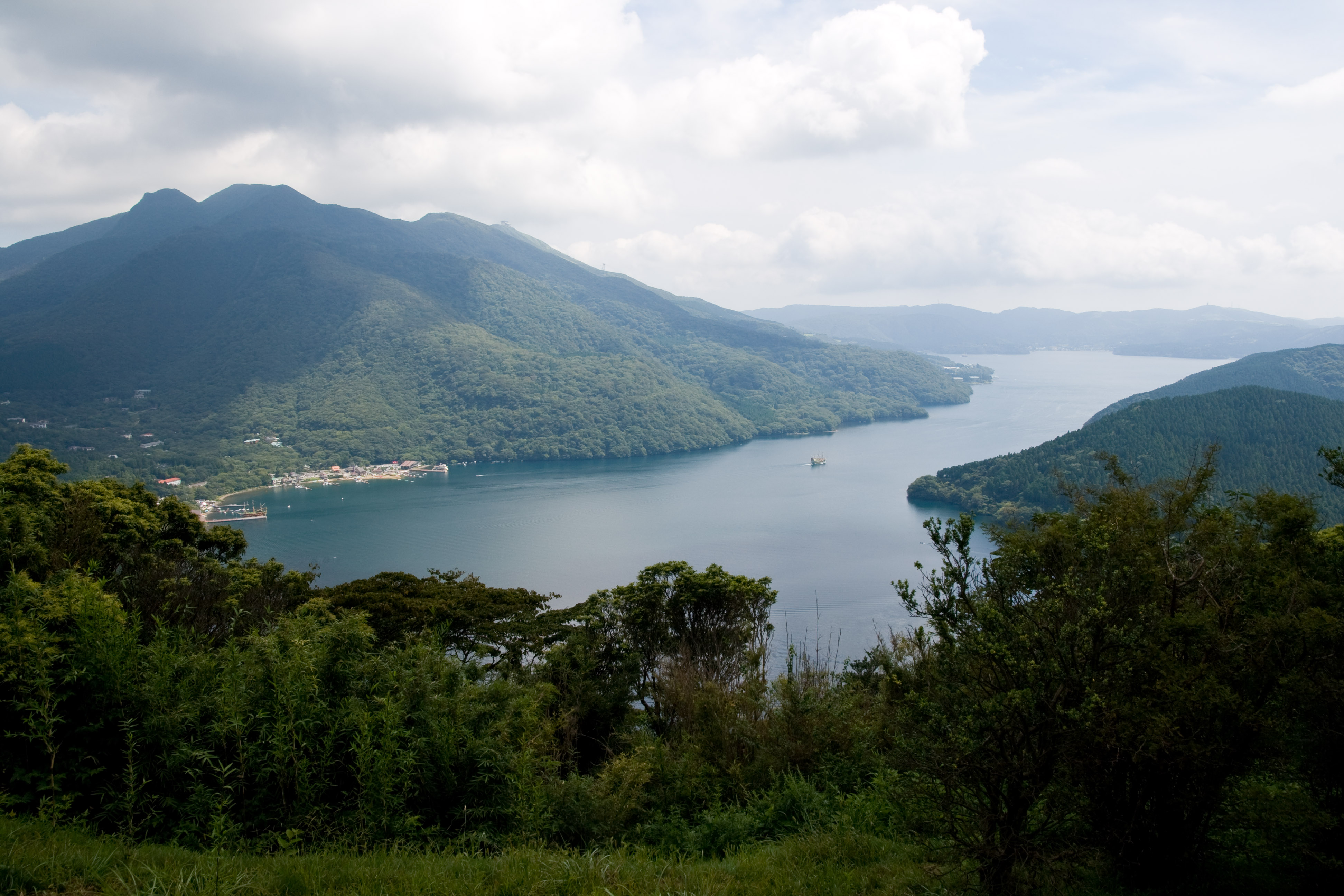
北部から
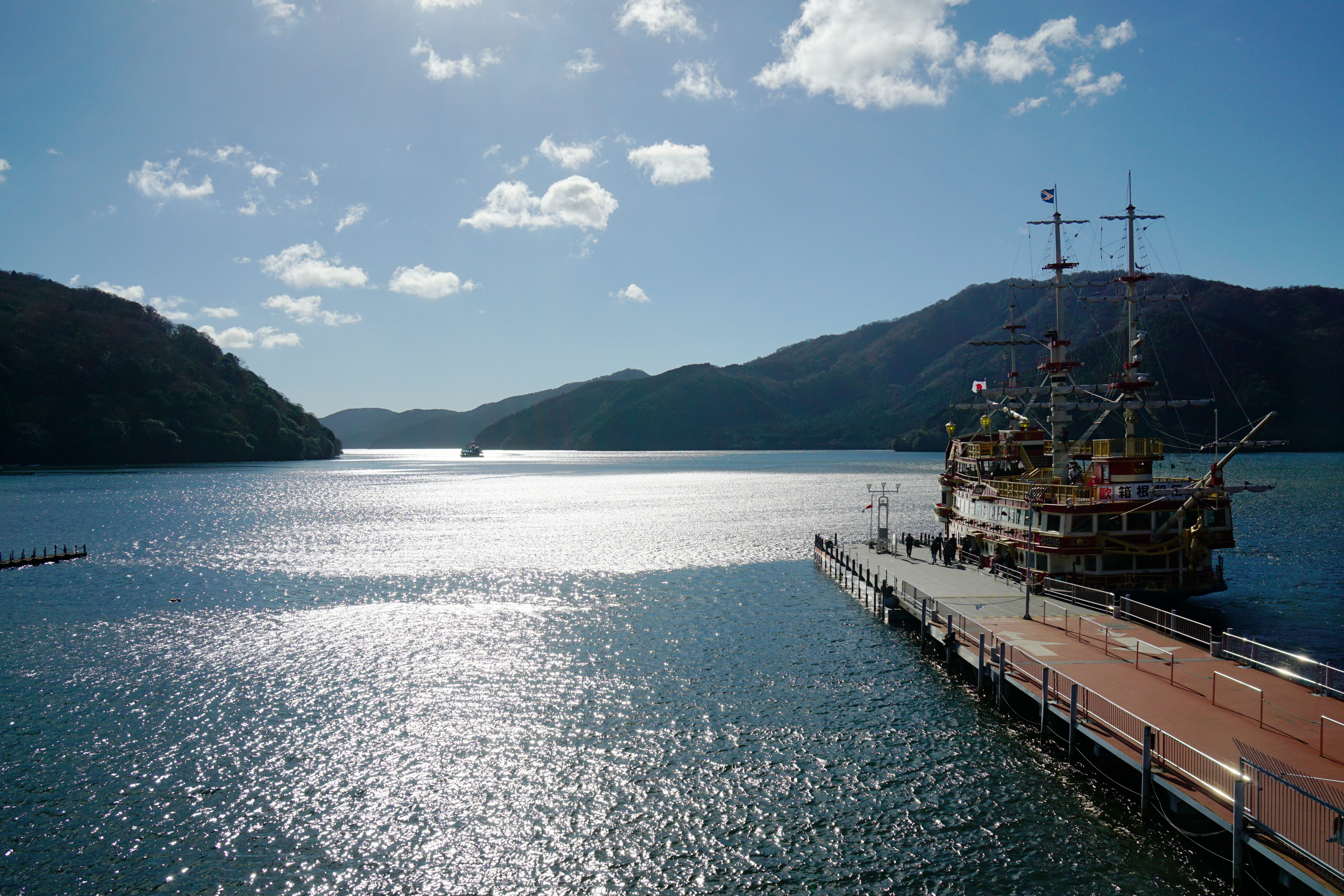
桃源台港から
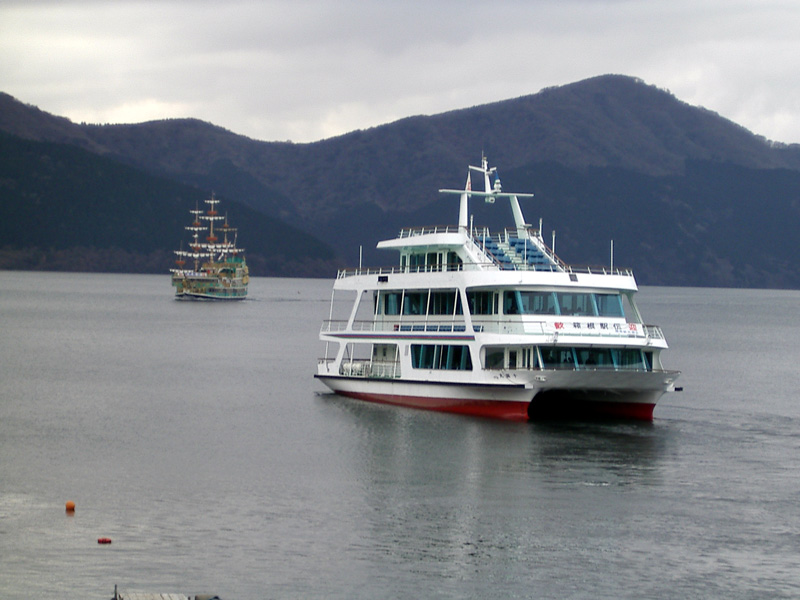
芦ノ湖遊覧船（手前）、箱根海賊船（奥）
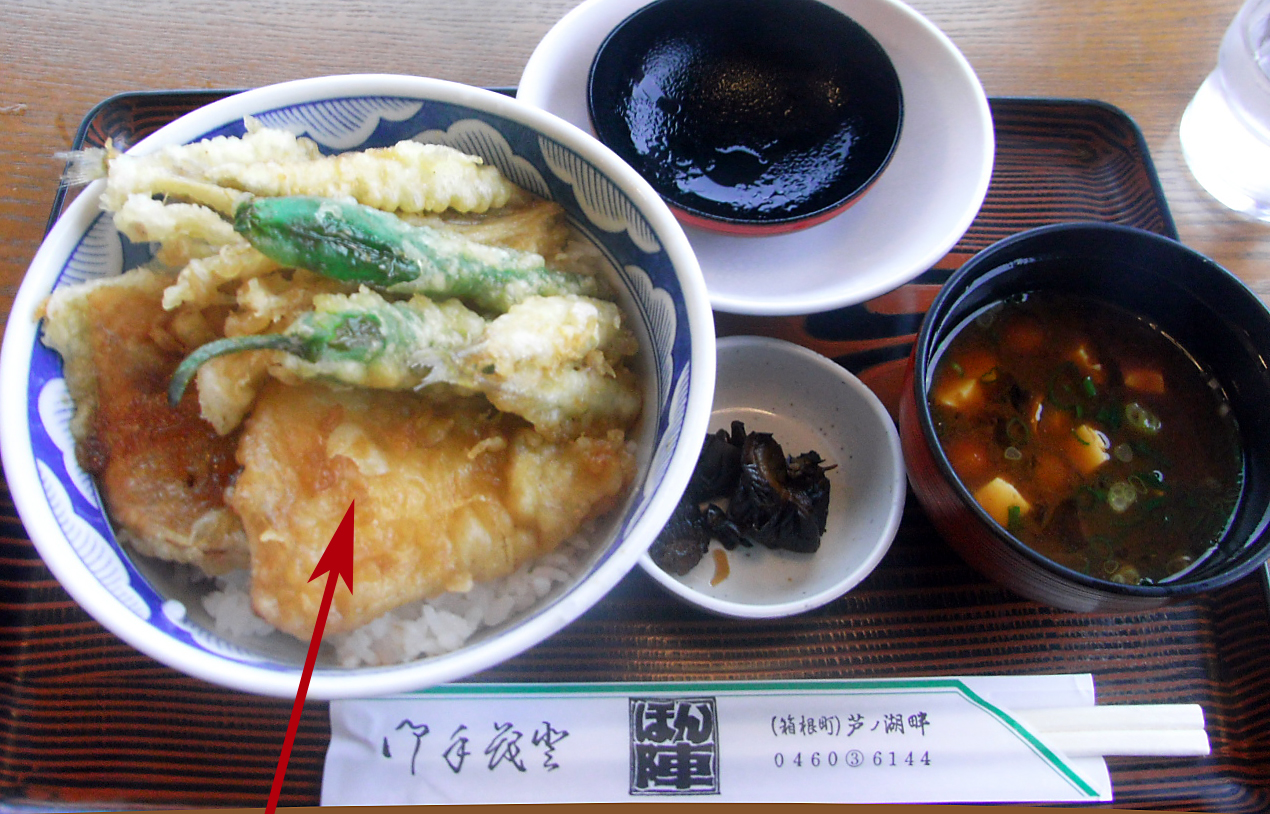
ブラックバスの天ぷら（矢印）を使った芦ノ湖丼